# 이집트의 대통령
이집트 아랍 공화국 대통령(아랍어: رئيس جمهورية مصر العربية)은 이집트의 국가원수이다.
이집트는 대통령제공화국으로 대통령의 권한은 의회해산권, 비상조치권, 헌법개정안 및 국민투표 발의권, 총리 및 각료임명권이 있다. 임기는 6년 중임제이다.
국민 투표를 통해 직선으로 선출되며 유효 투표의 50% 이상을 득표한 후보자가 대통령으로 선출된다. 만일 50% 이상의 득표자가 없을 경우 상위 득표자 2인을 대상으로 결선투표를 실시한다.

## 역대 대통령 목록
| 번                 | 대 | 사진             | 이름                                                              | 임기                  | 임기                              | 선거                                               | 정당                                           |
| 번                 | 대 | 사진             | 이름                                                              | 취임일                | 퇴임일                            | 선거                                               | 정당                                           |
| ------------------ | -- | ---------------- | ----------------------------------------------------------------- | --------------------- | --------------------------------- | -------------------------------------------------- | ---------------------------------------------- |
| -                  | -  |                  | 무하마드 나기브 (1901.2.20 ~ 1984.8.28) محمد نجيب                 | 1952년 7월 23일       | 1953년 6월 18일                   | 1952년 군사 쿠데타 혁명위원회 위원장               | 해방집회                                       |
| 이집트 공화국      |    |                  |                                                                   |                       |                                   |                                                    |                                                |
| 1                  | 1  |                  | 무하마드 나기브 (1901.2.20 ~ 1984.8.28) محمد نجيب                 | 1953년 6월 18일       | 1954년 2월 25일                   | 1953년 공화국 선포                                 | 해방집회                                       |
| -                  | -  |                  | 가말 압델 나세르 (1918.1.15 ~ 1970.9.28) جمال عبد الناصر          | 1954년 2월 25일       | 1954년 2월 27일                   | 혁명 위원회 의장                                   | 해방집회 ↓ 국가연합                            |
| 1                  | 1  |                  | 무하마드 나기브 (1901.2.20 ~ 1984.8.28) محمد نجيب                 | 1954년 2월 27일       | 1954년 11월 14일                  | 대통령 복귀                                        | 해방집회                                       |
| -                  | -  |                  | 가말 압델 나세르 (1918.1.15 ~ 1970.9.28) جمال عبد الناصر          | 1954년 11월 14일      | 1956년 6월 23일                   | 혁명사령부 평의회 의장                             | 해방집회 ↓ 국가연합                            |
| 2                  | 2  | 1956년 6월 23일  | 가말 압델 나세르 (1918.1.15 ~ 1970.9.28) جمال عبد الناصر          | 1958년 2월 22일       | 1956년 대선 - 99.9% 5,499,555표   | 해방집회 ↓ 국가연합                                |                                                |
| 아랍 연합 공화국   |    |                  |                                                                   |                       |                                   |                                                    |                                                |
| 2                  | 3  |                  | 가말 압델 나세르 (1918.1.15 ~ 1970.9.28) جمال عبد الناصر          | 1958년 2월 22일       | 1965년 3월 15일                   | 1958년 대선 - 100% 6,102,116표                     | 국가연합 ↓ 아랍 사회주의 연합 (1962.12.1 이후) |
| 2                  | 4  | 1965년 3월 15일  | 가말 압델 나세르 (1918.1.15 ~ 1970.9.28) جمال عبد الناصر          | 1967년 6월 9일 (사임) | 1965년 대선 - 99.9% 6,950,098표   | 아랍 사회주의 연합                                 |                                                |
| -                  | -  |                  | 자카리야 모히에딘 (1918.7.5 ~ 2012.5.15) زكريا محيي الدين         | 1967년 6월 9일        | 1967년 6월 11일                   | 대통령 대행 (부통령)                               | 아랍 사회주의 연합                             |
| 2                  | 4  |                  | 가말 압델 나세르 (1918.1.15 ~ 1970.9.28) جمال عبد الناصر          | 1967년 6월 11일       | 1970년 9월 28일                   | 대통령 복귀 (의회 사표 반려)                       | 아랍 사회주의 연합                             |
| -                  | -  |                  | 안와르 사다트 (1918.12.25 ~ 1981.10.6) أنور السادات               | 1970년 9월 28일       | 1970년 10월 15일                  | 대통령 대행 (부통령)                               | 아랍 사회주의 연합                             |
| 3                  | 5  | 1970년 10월 15일 | 안와르 사다트 (1918.12.25 ~ 1981.10.6) أنور السادات               | 1971년 9월 2일        | 1970년 대선 - 90% 6,432,587표     | 아랍 사회주의 연합                                 |                                                |
| 이집트 아랍 공화국 |    |                  |                                                                   |                       |                                   |                                                    |                                                |
| 3                  | 5  |                  | 안와르 사다트 (1918.12.25 ~ 1981.10.6) أنور السادات               | 1971년 9월 2일        | 1976년 10월 2일                   |                                                    | 아랍 사회주의 연합                             |
| 3                  | 6  | 1976년 10월 2일  | 안와르 사다트 (1918.12.25 ~ 1981.10.6) أنور السادات               | 1981년 10월 6일       | 1976년 대선 - 99.94% 9,145,683표  | 아랍 사회주의 연합 국민민주당 (1978.10.2 이후)     |                                                |
| -                  | -  |                  | 수피 아부 탈레브 (1925.1.27 ~ 2008.2.21) صوفى أبو طالب            | 1981년 10월 6일       | 1981년 10월 14일                  | 대통령 대행 (의회 의장)                            | 국민민주당                                     |
| 4                  | 7  |                  | 호스니 무바라크 (1928.5.4 ~ 2020.2.25) حسنى مبارك                 | 1981년 10월 14일      | 1987년 10월 5일                   | 1981년 대선 - 98.5% 9,567,904표                    | 국민민주당                                     |
| 4                  | 8  | 1987년 10월 5일  | 호스니 무바라크 (1928.5.4 ~ 2020.2.25) حسنى مبارك                 | 1993년 10월 4일       | 1987년 대선 - 97.1% 12,086,627표  |                                                    | 국민민주당                                     |
| 4                  | 9  | 1993년 10월 4일  | 호스니 무바라크 (1928.5.4 ~ 2020.2.25) حسنى مبارك                 | 1999년 9월 26일       | 1993년 대선 - 96.3% 15,095,025표  |                                                    | 국민민주당                                     |
| 4                  | 10 | 1999년 9월 26일  | 호스니 무바라크 (1928.5.4 ~ 2020.2.25) حسنى مبارك                 | 2005년 9월 27일       | 1999년 대선 - 93.79% 17,554,856표 |                                                    | 국민민주당                                     |
| 4                  | 11 | 2005년 9월 27일  | 호스니 무바라크 (1928.5.4 ~ 2020.2.25) حسنى مبارك                 | 2011년 2월 11일       | 2005년 대선 - 88.6% 6,316,714표   |                                                    | 국민민주당                                     |
| -                  | -  |                  | 무함마드 후사인 탄타위 (1935.10.31 ~ 2021.09.21) محمد حسين طنطاوي | 2011년 2월 11일       | 2012년 6월 30일                   | 이집트군 최고위원회 의장                           | 무소속                                         |
| 5                  | 12 |                  | 무함마드 무르시 (1951.8.20 ~2019.6.17) محمد مرسي                  | 2012년 6월 30일       | 2013년 7월 3일                    | 2012년 대선 - 51.73% 13,230,131표                  | 자유정의당                                     |
| -                  | -  |                  | 압둘팟타흐 시시 (1954.11.19 ~ ) عبد الفتاح السيسي                 | 2013년 7월 3일        | 2013년 7월 4일                    | 2013년 군사 쿠데타 (국방부 장관 및 군 총사령관)    | 무소속                                         |
| -                  | -  |                  | 아들리 만수르 (1945.12.23 ~ ) عدلي منصور                          | 2013년 7월 4일        | 2014년 6월 8일                    | 2013년 국방부 장관 지명 대통령 대행 (헌법재판소장) | 무소속                                         |
| 6                  | 13 |                  | 압둘팟타흐 시시 (1954.11.19 ~ ) عبد الفتاح السيسي                 | 2014년 6월 8일        | 2018년 6월 8일                    | 2014년 대선 - 96.91% 23,780,104표                  | 무소속                                         |
| 6                  | 13 | 2018년 6월 8일   | 압둘팟타흐 시시 (1954.11.19 ~ ) عبد الفتاح السيسي                 | 2024년 4월 2일        | 2018년 대선 - 97.08% 21,835,387표 |                                                    | 무소속                                         |
| 6                  | 13 | 2024년 4월 2일   | 압둘팟타흐 시시 (1954.11.19 ~ ) عبد الفتاح السيسي                 |                       | 2023년 대선 - 89.65% 39,702,451표 |                                                    | 무소속                                         |